# Arndt Schwering-Sohnrey

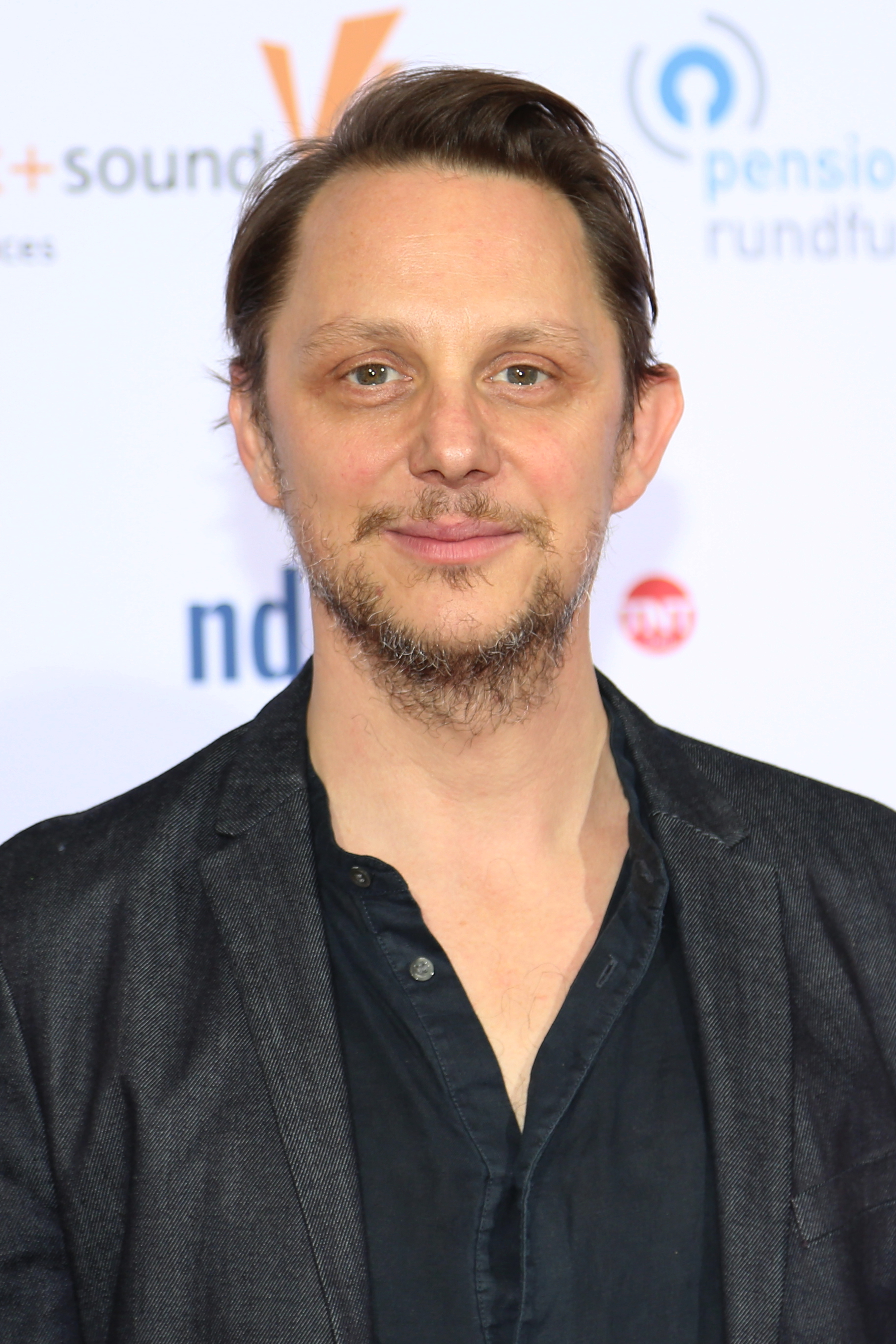
Arndt Schwering-Sohnrey auf der Preisverleihung der Deutschen Akademie für Fernsehen (2017)

Arndt Schwering-Sohnrey (* 6. November 1968 in Holzminden) ist ein deutscher Schauspieler.

## Leben
Arndt Schwering-Sohnrey wuchs in Neuhaus im Solling auf. Er ist der Urenkel des Schriftstellers und Sozialreformers Heinrich Sohnrey. Bereits als Kind begleitete er seinen Vater Hanfried Schwering-Sohnrey auf Lesungen der Texte seines Urgroßvaters.

### Ausbildung
Seine schulische Laufbahn wurde durch einen Schulwechsel und zwei Wiederholungen einer Klasse unterbrochen. Mit den rigiden schulischen Strukturen konnte er sich nicht identifizieren. Auf der Georg-von-Langen-Schule in Holzminden absolvierte er schließlich sein Abitur mit der Fachrichtung Wirtschaft. Danach leistete er zwei Jahre Zivildienst in der Schwerbehinderten-Betreuung.
Seine Jugend in der ländlichen Gegend rund um Neuhaus war neben der literarischen Linie seiner eigenen Familie durch wenig kulturelle Einflüsse geprägt. Er gründete eine Jugendgruppe und begann seine ersten Inszenierungen bereits im Alter von 12 Jahren, seinen ersten Kurzfilm drehte er mit 14, der dann auf dem Internationalen Kurzfilmfestival in Hamburg lief. Er studierte von 1993 bis 1997 Schauspiel an der Hochschule für Musik und Theater Hannover.

### Theater
Während des Studiums war Arndt Schwering-Sohnrey bereits am Niedersächsischen Staatstheater Hannover engagiert und nahm daraufhin ein Festengagement am Grips-Theater Berlin an. Weiter war er in den Sophiensaelen Berlin, am Hebbel am Ufer Berlin und dem Theaterhaus Stuttgart zu sehen. Er ist Mitglied der Künstlergruppe A Rose Is.

### Film und Fernsehen
Während seines Erstengagements am Grips-Theater in Berlin erhielt Schwering-Sohnrey die Gelegenheit der Zusammenarbeit mit Filmregisseuren wie Leander Haußmann, Detlev Buck und Wolfgang Becker. Er entschloss sich, das Theater zu verlassen und frei zu arbeiten.
Wenig später erregte er Aufmerksamkeit durch seine ungewöhnliche Figurenzeichnung in Jobst Oetzmanns Romanverfilmung Die Einsamkeit der Krokodile, in der er dem Dummkopf Ronald, der es lieber mit den Schweinen als mit der Dorfgemeinschaft hält, eine bislang ungesehene Menschlichkeit verlieh. Schon bald etablierte sich Schwering-Sohnrey durch weitere Arbeiten u. a. mit Stefan Ruzowitzky (Anatomie) und Niki Stein (Die Todesautomatik). Er spielte daraufhin in einer Reihe von Tatorten, oft als geistig Behinderter, arbeitete mit Uli Edel (Das Adlon. Eine Familiensaga) und zeigte sich in Figureninterpretationen historischer Persönlichkeiten wie Billy Wilder und Joseph Goebbels.
Es mehrten sich Angebote von Produktionen des internationalen Raums. So folgten Zusammenarbeiten mit Quentin Tarantino, Michael Haneke und David Cronenberg, die weitere Etappen für sein Schaffen eröffneten. Schauspielagenten in Kanada, England und Irland nahmen ihn unter Vertrag und bald wirkte er in Serien der BBC (SS-GB) und des kanadischen Fernsehens (X Company) mit.
In den Tatort-Folgen mit den Kommissaren Lessing und Dorn aus Weimar war Schwering-Sohnrey ab 2015 in der Nebenrolle des Polizisten Ludwig Maria „Lupo“ Pohl zu sehen.

### Künstlerische Forschung
Darüber hinaus ist Schwering-Sohnrey Mitbegründer der „Society for Artistic Research“, einer Initiative für künstlerische Forschung. Als Dozent und Coach arbeitet er unter anderem an der Hochschule für Musik und Theater Hannover und der Royal Central School of Speech and Drama in London. Er ist aktives Mitglied der Deutschen sowie Europäischen Filmakademie und Gründer des „Instituts für Abenteuer“, eines Zusammenschlusses für mediale Projektentwicklung, das er zusammen mit der Drehbuchautorin Liza Reichardt ins Leben gerufen hat.

## Filmografie (Auswahl)

### Kino
- 2000: Die Einsamkeit der Krokodile
- 2000: Anatomie
- 2004: Aus der Tiefe des Raumes
- 2009: Inglourious Basterds
- 2009: Das weiße Band – Eine deutsche Kindergeschichte
- 2009: Männerherzen
- 2009: Ganz nah bei Dir
- 2009: Effi Briest
- 2011: Eine dunkle Begierde
- 2014: Who Am I – Kein System ist sicher
- 2015: Der Staat gegen Fritz Bauer
- 2016: A Wolf's Mind (L'esprit du loup, Kurzfilm)
- 2017: Back for Good
- 2018: 303
- 2019: Freies Land
- 2019: The Poison Child (Kurzfilm)
- 2020: Resistance – Widerstand (Resistance)
- 2023: Freud – Jenseits des Glaubens (Freud’s Last Session)
- 2024: Die Ermittlung

### Fernsehen
- 2000: Autsch, Du Fröhliche
- 2001: Familie und andere Glücksfälle, Regie Dror Zahavi
- 2002: Ritas Welt (Fernsehserie, Folge Der Absturz)
- 2002: Weihnachten
- 2002: Alphateam – Die Lebensretter im OP (Fernsehserie, Folge Todeskick)
- 2003: Wenn Weihnachten wahr wird
- 2004: Tatort: Schichtwechsel
- 2005: Oktoberfest
- 2005: Die Nacht der großen Flut
- 2005: Macho im Schleudergang
- 2006: Tatort: Bienzle und der Tod in der Markthalle
- 2006: Tatort: Das verlorene Kind
- 2006, 2013: Alarm für Cobra 11 (Fernsehserie, verschiedene Rollen, 2 Folgen)
- 2007: Die Todesautomatik
- 2007: Zwei Wochen Chef
- 2008: Das Morphus Geheimnis
- 2008–2012: Der Schwarzwaldhof (Fernsehreihe) → siehe Besetzung
- 2008–2020: Notruf Hafenkante (Fernsehserie, verschiedene Rollen, 3 Folgen)
- 2009: Großstadtrevier (Fernsehserie, Folge Vermisst)
- 2009: Flemming (Fernsehserie, 5 Folgen)
- 2010: 380.000 Volt – Der große Stromausfall
- 2011: Wilsberg: Im Namen der Rosi (Fernsehreihe)
- 2012: Der Heiratsschwindler und seine Frau
- 2012: Tatort: Hinkebein
- 2013: Das Adlon. Eine Familiensaga (Fernsehdreiteiler, Teil 2 & 3)
- 2014–2018: Inspektor Jury (Fernsehreihe) → siehe Besetzung
- 2015–21: Tatort → siehe Lessing und Dorn
  - 2015: Der irre Iwan
  - 2016: Der treue Roy
  - 2017: Der scheidende Schupo
  - 2017: Der wüste Gobi
  - 2018: Der kalte Fritte
  - 2018: Die robuste Roswita
  - 2019: Der höllische Heinz
  - 2019: Die harte Kern
  - 2020: Der letzte Schrey
  - 2021: Der feine Geist
- 2013: Die goldene Gans
- 2015: X Company (Fernsehserie, Folge Trial by fire)
- 2015: Luis Trenker – Der schmale Grat der Wahrheit
- 2015: Der Lack ist ab (Fernsehserie, Folge #baumarkt)
- 2016: Der Bergdoktor – Ein letztes Lied (Fernsehreihe)
- 2016: Die Spezialisten – Im Namen der Opfer (Fernsehserie, Folge Der verlorene Sohn)
- 2016: Morden im Norden (Fernsehserie, Folge Eiskind)
- 2016: Shakespeares letzte Runde
- 2017: SS-GB (Fernsehserie, eine Folge)
- 2017: Das Pubertier (Fernsehserie, 2 Folgen)
- 2017: Kalt ist die Angst
- 2017: Blaumacher (Fernsehserie, 3 Folgen)
- 2018: The City & the City (Fernsehserie, Folge Orciny)
- 2018: SOKO Hamburg (Fernsehserie, Folge Junggesellenabschied)
- 2018: Krieg der Träume
- 2018: Hotel Heidelberg: … Vater sein dagegen sehr (Fernsehreihe)
- 2019: Hotel Heidelberg: … Wer sich ewig bindet
- 2019: Das Märchen von den zwölf Monaten
- 2019: jerks. (Fernsehserie, Folge Babas Tod)
- 2020: Käthe und ich: Papakind (Fernsehreihe)
- 2021: In aller Freundschaft – Die jungen Ärzte (Fernsehserie, Folge Durchhalten)
- 2022: SOKO Stuttgart (Fernsehserie, Folge Jugendliebe)
- 2023: Nord Nord Mord: Sievers und der erste Schrei (Fernsehreihe)
- 2023: Rosamunde Pilcher: Schlagzeile Liebe (Fernsehreihe)
- 2025: In aller Freundschaft – Die jungen Ärzte (Fernsehserie, Folge Poser)
- 2025: SOKO Potsdam (Fernsehserie, Folge Au-pair)